# Герценский парк
Герценский парк — лесопарк в Москве. Расположен в южной части города на территории района Бирюлёво Восточное. Юг парка располагается на границе с Видновским лесопарком.
Площадь парка 24,5 гектар.

## История названия
Есть поверье, что философ Александр Иванович Герцен часто гулял на берегах пруда в этом парке. В честь этого назван пруд и парк. Однако здесь он никогда не был.

## История
Парк располагается в местности Загорье. Первое упоминание Загорья датируется XVII веком. До 1670—1680 годов здесь была одноимённая деревня. Её хозяин — Андрей Тимофеевич Племянников. Затем создана усадьба. В 1709 году хозяин — Григорий Андреевич Племянников. В усадьбе имелся скотный двор.

После 1750 года территорией владел советник коллегии иностранных дел Пётр Петрович Курбатов. При нём существовали: 
Дом господский деревянный и при нём сад с плодовыми деревьями.
 В 1781 году майор В. Я. Карачинский получил: 
повеление Её Императорского величества торговать… у Петра Петровича Курбатова разделяющие село Царицыно с селом Булатниковым деревни.
 Однако Курбатов отказался от денег и предложил земной обмен, но эта идея не воплотилась.
С 1830 до 1840 года в Загорье хозяйка — Мария Алексеевна Хованская. После её смерти хозяином стал Александр Владимирович Соймонов.
Герценский парк находится на территории усадьбы «Загорье». Современная структура образована в середине 1980-х годов. Тогда же построен район Загорье. В 1987 году по решению Правительства Москвы поставлен на учёт «Москомприродой».

## Флора и фауна
В основном парк занят деревьями, у некоторых возраст достигает 150 лет: сосны, кедры, липы и берёзы. На востоке находятся площадки для занятия спортом: баскетбол, волейбол и два поля для футбола.
На участке находятся три пруда: Герценский, Михневский и Никольский.

## Герценский пруд
В Герценском парке находится Герценский пруд. Его длина составляет 570 метров на юго-запад, ширина — 50 метров, площадь — 3 гектара. Берега естественные.